# گرانولوسیتوز
گرانولوسیتوز (انگلیسی: Granulocytosis) در پزشکی، به معنی وجود افزایش شمار گرانولوسیت‌ها در خون محیطی است. اغلب، این واژه به افزایش شمار گرانولوسیت‌های نوتروفیل (نوتروفیلی) اشاره دارد، اما گرانولوسیتوز به طور رسمی به ترکیبی از نوتروفیلی، ائوزینوفیلی و بازوفیلی اشاره دارد. لکوسیتوز به افزایش شمار گلبول‌های سفید اشاره دارد.

## علل
گرانولوسیتوز می تواند یکی از ویژگی‌های شماری از بیماری‌ها باشد، از جمله:
- عفونت، به ویژه باکتری
- بدخیمی، به ویژه لوسمی (این ویژگی اصلی لوسمی میلوژن مزمن، CML است)
- بیماری خودایمنی

## تشخیص
تشخیص گرانولوسیتوز معمولاً با گرفتن شمارش کامل خون انجام می‌شود.

## پیش آگهی
در بیماری‌های قلبی عروقی، افزایش شمار گلبول‌های سفید نشان‌دهنده پیش‌آگهی بدتری است.